# ICHIGEKI 一撃
『ICHIGEKI 一撃』（原題：Out of Reach）は、2004年のアメリカ映画で、オリジナルビデオとしてリリースされた。

## ストーリー
ベトナム戦争に出征した経験を持つウィリアム・ランシングは、勤務したCIAで最高・最強のエージェントと目されたが退職。その後はアラスカ北部の森林地帯に隠遁し、傷ついた野生動物を保護する活動に携わる穏やかな日々を送っていた。彼はワルシャワの孤児院に住む十三歳の少女イレーナ・モラウスカと文通を交わし、彼女に生活費用を仕送りしていた。かつての情報機関の同僚たちはウィリアムを復帰させることを目論んでいたが、ウィリアムは自宅に押し掛けてきた彼らを撃退して行方をくらます。
イレーナからの手紙が途絶えたため、ウィリアムは単身ワルシャワを訪れる。そこで彼は孤児院の院長からイレーナが逃げ出したと聞かされるが、実際には孤児院を援助している慈善財団の者がイレーナを含む数人の少女を連れ出したことを知る。その財団は犯罪組織の隠れ蓑で、集めた子供たちを世界中の顧客へ売りさばく人身売買に手を染めていた。逃げ出そうとした一人の少女が見せしめとして、またウィリアムが接触した孤児院の院長が口封じのために、それぞれ惨殺されてしまう。また二人の刺客がウィリアムの宿泊先を襲い、ウィリアムによって返り討ちにされる。
ウィリアムは捜査に当たる現地警察のカーシャ・ラトー刑事と知り合う。彼はイレーナが各所に残した手掛かりを追い、孤児院の少年ニッキーの助けも得て、駐ワルシャワトルコ大使館もかかわる人身売買ビジネスに迫る。一方でCIAの元上司は、組織に彼の情報を流す。
トルコ大使館が文化科学宮殿で開いたパーティーに、ウィリアムはCIA時代の伝手で手に入れたロシア大使館関係者の身分で潜入し、財団すなわち組織の指揮官であるファイザル大佐と対面して言葉を交わす。パーティーはウィリアムを捕らえる罠でもあったのだが、彼は連れてこられていたイレーナの気配に気づくも、いったん脱出する。カーシャはウィリアムの指示でニッキーを連れてチェコ国境へ向かうが、彼を助けたいというニッキーの希望で戻って来る。ニッキーを警察関係者に預けたウィリアムは、組織の幹部の一人を買収し、都心の高級売春宿に組織の刺客たちをおびき寄せてカーシャと待ち伏せし、激しい銃撃戦の末に全滅させる。ファイザルの本拠に単身乗り込んだウィリアムは、真剣での勝負を挑んできたファイザルと激しく切り結び、彼を斬り倒してイレーナを助け出す。
アラスカへ戻ったウィリアムの傍らには、彼に引き取られたイレーナとニッキーの姿があった。

## スタッフ
- 監督：レオン・ポーチ
- 製作：フランク・ヒルデブランド、ジェームズ・A・ホルト、ジーナ・ポーリー
- 製作総指揮：スティーヴン・セガール、アダム・グリーンマン、カイェタン・コワルスキ、ヤツェク・サモイロヴィッツ
- 脚本：トレヴァー・ミラー、ジェームズ・タウンゼント
- 撮影：リチャード・クルード
- 音楽：アレックス・ヘッフェス

## キャスト
| 役名                                 | 俳優                         | 日本語吹替 |
| ------------------------------------ | ---------------------------- | ---------- |
| ウィリアム・ランシング               | スティーヴン・セガール       | 玄田哲章   |
| イレーナ（ローラ）                   | アイダ・ノヴァクスカ         | 桑島法子   |
| ファイザル                           | マット・シュルツ             | 山路和弘   |
| カーシャ・ラトー                     | アグニェシュカ・ヴァグネル   | 湯屋敦子   |
| ルイス・モートン                     | ロビー・ギー                 | 落合弘治   |
| イボー                               | クシシュトフ・ピチェンスキ   | 遠藤純一   |
| シェパード捜査官                     | ショーン・ローレンス         | 手塚秀彰   |
| ミスター・エルギン                   | ニック・ブリンブル           | 牛山茂     |
| アジミ                               | ミュラー・イルマズ           | 伊丸岡篤   |
| ニッキー                             | ヤン・ブラザルスキー         | 浅野まゆみ |
| ウワディスワフ・マコウスキー         | ポール・シュチェスニー       | 島香裕     |
| パウル叔父さん                       | ヤン・ヤンハ・トマシェフスキ | 伊井篤史   |
| ロシア領事                           | ボクダン・シュチェジアク     | 後藤哲夫   |
| ハンリー（郵便局長）                 | フランク・ヒルデブランド     | 木村雅史   |
| アグニュシュカ・ルイスカ（カティア） | アレクサンドラ・ハムカーロ   | 伊藤静     |

- その他の声の出演：中村秀利、さとうあい、吉野貴宏、小伏伸之、矢野裕子
- 日本語版制作スタッフ：演出：岩浪美和、翻訳：久保喜昭、調整：佐竹徹也、制作：ACクリエイト